# Sapang
Sapang est un barangay de l'île de Talim, une des 7 000 de l'archipel philippin. Cette île est au cœur de la baie de Laguna, un lac d'eau douce sur lequel mouillent également des ports de Manille. Sapang dépend de la municipalité de Binangonan.

## Description
Depuis la capitale, les seuls moyens adéquats pour rejoindre Sapang sont la route et l'eau. Le Jeepney (ancienne jeep de l'armée américaine customisée à l'excès) s'avère utile pour la traversée urbaine de deux heures, à laquelle s'ajoute 1 heure de périple en bangkà (grande pirogue motorisée). Cette dernière longe scrupuleusement les rives et fait halte aux villages voisins, faisant fonction de véritable bus maritime.
Floristiquement abondante, la végétation ne subit que très peu de déforestation agricole. Les températures moyennes, contrairement à l'humidité ambiante, varient peu annuellement : elles atteignent de 26 à 28 °C. Quant au relief, des plateaux ascendants et de rares plaines exiguës se côtoient entre la rive et les montagnes.
Alors que les secteurs agricole et minier reculent devant l'industrie manufacturière dans les villes et villages riverains, Sapang ne connaît aucune croissance économique. On y rencontre principalement des pêcheurs, des sculpteurs de bambous (activité récente) ou des commerces locaux (modestes épiceries).

## Catastrophe
Le 26 septembre 2006, l'île de Talim a été dévastée par un typhon meurtrier, comme elle n'en avait plus connu depuis 1975. Par miracle, la catastrophe ne fit aucune victime à Sapang, contrairement aux villages voisins où les disparitions se comptèrent par centaines. Les vents violents venant du large défigurèrent les « maisons », mi-huttes mi-cabanes, lors de leur premier passage, avant d'aller s'écraser sur les montagnes.
Ne pouvant pas passer par-dessus les reliefs, ces vents, concentrés par leur tentative d'ascension, passèrent à rebours, asphyxiant les rares vaches et volailles, et emportant définitivement les pirogues et filets des pêcheurs. Le câblage électrique sous-marin fut détruit, privant les habitants d'électricité pour plusieurs mois.